# Esmeralda (teleregény)
Az Esmeralda 1997-es mexikói telenovella, amit Delia Fiallo alkotott. A sorozat az 1970-es venezuelai Esmeralda remake-je. A főbb szerepekben Leticia Calderón, Fernando Colunga, Enrique Lizalde, Laura Zapata és Ana Patricia Rojo látható.
Mexikóban a Canal de las Estrellas mutatta be 1997. május 5-én. A magyar változatot az RTL Klub vetítette 1998-ban.

## Történet
Egy viharos éjszakán a falu gyógyítója, Dominga (Raquel Olmedo), nehéz szülésnél segítkezik. Az anya nem sokkal a szülést követően meghal, de egy egészséges fiúnak ad életet. Eközben a Casa Grande haciendán, Blanca de Velasco de Peñarreal (Raquel Morell) is vajúdik. Férje, Don Rodolfo Peñarreal (Enrique Lizalde) kívül aggódva várakozik és abban reménykedik, hogy fia lesz. Nem tudnak orvost hívni, mert a vihar egy fát döntött az útra, ezért Domingáért küldetnek.
A gyermek lány lesz és látszólag halva születik. Dominga felismerve, hogy mekkora bánatot fog okozni Don Rodolfónak, hogy nem fia született, Crisantával, aki a család dajkája, úgy döntenek, hogy az árván maradt kisfiút kicserélik Blanca gyermekére, amíg ő eszméletlen. Crisanta egy smaragd fülbevalót ad Domingának a hallgatásáért.
Dominga visszatér a házába a látszólag halott kislánnyal, aki nem sokkal később felsír. Felismerve, hogy milyen szörnyű hibát követett el, úgy dönt, hogy a sajátjaként neveli fel a kislányt, akit a smaragd fülbevaló után Esmeraldának nevez el.
Tizennyolc évvel később a férfivá érett José Armando Peñarreal (Fernando Colunga) Mexikóvárosból visszatér a Casa Grandéba. Esmeralda, aki vakon született, még mindig Domingával él vidéken. Nem sokkal később találkoznak és egymásba szeretnek, ami Don Rodolfo és Fatima nemtetszését váltja ki. Egyik alkalommal, amikor Don Rodolfo a fővárosba utazik, José Armando - annak ellenére, hogy Don Rodolfo szigorúan megtiltotta neki - meghívja Esmeraldát a Casa Grandéba, és a fiatalok titokban összeházasodnak. Azonban Don Rodolfo hamarabb hazaérkezik, mint ahogyan azt a Peñarreal család várta, éktelen dühében felgerjedve elviszi a lányt a falu orvosához, Dr. Malaverhez, aki már régóta szerelmes a lányba. Crisanta tudja, Don Rodolfo a saját lánya ellen cselekedett akkor, de nem mondhatta el szörnyű titkát. Két nappal később José Armando kiszabadítja Esmeraldát Malaver doktor fogságából. Nem sokkal később kiderül, hogy Esmeralda állapotos, azonban nem biztos benne hogy Jose Armando a gyermeke apja. Amikor ezt elmondja a férjének, Jose Armando elhagyja őt és a fiatalok - miután Malaver doktor is azt hazudja Esmeraldának és Jose Armandónak is, hogy a gyermek az övé - elválnak.
A Peñarreal család ezután visszaköltözik a fővárosba, Esmeralda és Dominga is elhagyja a Casa Grandét. Esmeraldáéknak nincs hová menniük, így elmennek egy zárdába, ahol Piedad nővér segít nekik. Egyik nap, amikor Blanca és Crisanta ruhákat visznek a kolostor árváinak, meglátják a kertben Esmeraldát. A lány és Dominga ezután nem érzik magukat biztonságban, így kerülnek Socorro asszony házába.
Esmeralda később találkozik Álvaro Lazcanóval, akit José Armando vitt el hozzá, hogy operálja meg a szemét. Miután Esmeralda és Jose Armando elválnak, Alvaro feleségül kéri őt, és a lány igent mond a házassági ajánlatra. Esmeralda egészséges fiúgyermeknek ad életet, aki édesapja és nagyapja után a José Rodolfo nevet kapja.
Közben José Armando állást kap a kórházban és megismerkedik Georgina Perez Montalvóval, az igazgató lányával, aki látszólag nagyon kedves, intelligens, de a lelke mélyén nagyon gonosz és mindenre képes, ha a szerelméről van szó. Esmeraldát is gyűlöli már az első perctől kezdve, Fatimával (Laura Zapata) és a városba érkező Lucio Malaverrel (Salvador Pineda) is képes összefogni, hogy megkeserítse a lány életét. Miután azonban Malaver doktor infarktust kap, és a halála előtt minden gonoszságát és hazugságát bevallja Jose Armandónak, többek között azt is, hogy Georgina tudott a titkáról, Jose Armando szakít a lánnyal, és vissza akarja szerezni Esmeraldát, aki azonban már Alvaro menyasszonya, és az esküvőt tervezik. De Alvaro időközben rájön, hogy Esmeralda még mindig Jose Armandót szereti, és visszaadja a lány szabadságát, hogy a fiatalok boldogok lehessenek. A dolgok végül jóra fordulnak, Esmeralda és Jose Armando a Casa Grandéban örök hűséget esküdnek egymásnak.
A fő történettel párhuzamosan megismerhetjük a Lucero család életét is, akik hosszú évek óta a Peňarreal család szolgálatában állnak. Dionisio Lucero a Casa Grande intézője, két gyermeke van: Adrian (Alejandro Ruiz) és Florecita (Esther Rinaldi). Adrian szintén a Casa Grandéban dolgozik, lovakkal foglalkozik. Húga, Florecita Esmeralda legjobb barátnője már gyerekkoruk óta. Egy alkalommal, amikor Jose Armando és Don Rodolfo arra kérik Adriant, hogy tanítsa Gracielát lovagolni, menthetetlenül szerelmes lesz a lányba. Graciela azonban - mivel Jose Armando jegyese - először tiltakozik és megvetéssel néz Adrianra. Később azonban ő is viszonozza a szerelmet, azonban édesanyja, Fatima ellenzi a kapcsolatukat: mindenáron azt szeretné, hogy a lánya Jose Armando felesége legyen. Egy alkalommal rajta is kapja a lányát Adriannal, és ugyan titkolja Don Rodolfo előtt, de alaposan beolvas a lányának és Adriant is megfenyegeti, hogy kirúgatja a birtokról őt és a családját, ha nem hagyja békén Gracielát. Miután a Peňarreal család visszautazik Mexikóvárosba, és Dionisio az indián Ofelióval való egyik súlyos incidens után súlyosan megbetegszik, Adrian a családjával együtt szintén a fővárosba utazik, hogy édesapját meggyógyíttassa és a szerelmét megkeresse, és a sors furcsa fintorának köszönhetően ugyanabban a házban találnak lakást, ahol Esmeraldáék is laknak. Adrian először zenészként dolgozik, majd a Peňarreal családnál kezd dolgozni sofőrként, és titokban randevúzgat Gracielával, a lány azonban - miután szakított Jose Armandóval - Fatima nyomására hozzámegy a gazdag Emiliano Valverdéhez, bár nem szerelmes a férfiba. Sajnos azonban a házasság tragédiával végződik: Emiliano, miután megtudja hogy felesége nem szerelmes belé, egy autóbaleset során életét veszti. Graciela ezután mindenáron vissza akarja szerezni Adrian szerelmét, még a férje örökségéről is lemond, de már késő: Adrian időközben eljegyzi Socorro asszony lányát, Auroritát, össze akarnak házasodni. Graciela nem válogat az eszközökben hogy megakadályozza a házasságkötést: azt hazudja Adriannak és Rodolfóéknak is, hogy terhes, ezért Adriannak kötelessége feleségül vennie őt. De Adrian végül megtudja hogy Graciela becsapta őt, ezért végleg szakít vele, amiért Graciela öngyilkos lesz. Adrian magát okolja a tragédiáért, de végül ő és Aurora összeházasodnak. Az utolsó részben, Esmeralda és Jose Armando esküvőjének napján derül ki, hogy Aurora gyermeket vár Adriantól.

## Szereplők
| Szerepnév                                                | Színész             | Magyar hang                                  |
| -------------------------------------------------------- | ------------------- | -------------------------------------------- |
| Esmeralda Rosales / Esmeralda Peñarreal de Velasco       | Leticia Calderón    | Nyírő Beáta                                  |
| Dr. José Armando Peñarreal                               | Fernando Colunga    | Lux Ádám                                     |
| Fátima Linares vda. de Peñarreal                         | Laura Zapata        | Andresz Kati                                 |
| Graciela "Gracielita" Peñarreal Linares Vda. de Valverde | Nora Salinas        | Orosz Anna                                   |
| Adrián Lucero                                            | Alejandro Ruiz      | Viczián Ottó                                 |
| Rodolfo Peñarreal                                        | Enrique Lizalde     | Melis Gábor                                  |
| Blanca de Velasco / de Peñarreal                         | Raquel Morell       | Menszátor Magdolna                           |
| José Rodolfo Peñarreal Peñarreal                         | Alberto Ortiz       | Nem szólal meg                               |
| Georgina Pérez-Montalvo Forero                           | Ana Patricia Rojo   | Riha Zsófia                                  |
| Dr. Lucio Malaver                                        | Salvador Pineda     | Kárpáti Tibor                                |
| Melesio                                                  | Ignacio López Tarso | Várkonyi András                              |
| Dr. Álvaro Lazcano                                       | Juan Pablo Gamboa   | Csík Csaba Krisztián                         |
| Dr. Bernardo Pérez-Montalvo Larrazábal                   | Gustavo Rojo        | Kardos Gábor                                 |
| Dominga Ortiz Herrera                                    | Raquel Olmedo       | Bessenyei Emma                               |
| Hilda Ortega Olmedo                                      | Rosita Pelayo       | Csere Ágnes                                  |
| Piedad nővér                                             | Irán Eory           | Zsurzs Kati                                  |
| Fermín                                                   | Noé Murayama        | Pataky Imre                                  |
| Hortencia Lazcano                                        | Elsa Cárdenas       | Andai Kati                                   |
| Trolebús                                                 | Raúl Padilla        | Vizy György                                  |
| Crisanta                                                 | Dina de Marco       | Némedi Mari                                  |
| Juana                                                    | Raquel Pankowsky    | Illyés Mari                                  |
| Aurora                                                   | Elsa Navarrete      | Roatis Andrea                                |
| Flor de la Caridad "Florecita" Lucero                    | Esther Rinaldi      | Somlai Edina                                 |
| Dionisio Lucero                                          | Juan Carlos Serrán  | Rosta Sándor                                 |
| Dionisio Lucero                                          | Rafael Amador       | Rosta Sándor                                 |
| Socorro                                                  | María Luisa Alcalá  | Halász Aranka                                |
| Dr. Sebastián Robles-Gil                                 | Rafael del Villar   | Galbenisz Tomasz                             |
| Joaquín Estrada ügyvéd                                   | Sergio Jurado       | Orosz István                                 |
| Anuar Nasiv                                              | Gustavo Aguilar     | Nem szólal meg                               |
| Díaz Mirón ügyvéd                                        | José Antonio Coro   | Versényi László (1. hang)                    |
| Díaz Mirón ügyvéd                                        | José Antonio Coro   | Végh Ferenc (2. hang)                        |
| Gustavo Valverde                                         | Roberto D'Amico     | Wohlmuth István                              |
| Rita Valverde                                            | Dacia González      | Fodor Zsóka (1. hang) Papp Györgyi (2. hang) |
| Tania                                                    | Isadora González    | Timkó Eszter                                 |
| Doris Camacho                                            | María Morena        | Ullmann Zsuzsa                               |
| Jacinta                                                  | Úrsula Murayama     | Tátrai Zita                                  |
| Ofelio Terasa                                            | Roberto Ruy         | Varga Tamás                                  |
| Tula                                                     | Dolores Salomón     | Gruiz Anikó                                  |
| Altagracia                                               | Irma Torres         | Várnagy Katalin                              |
| Emiliano Valverde                                        | Marco Uriel         | Bácskai János                                |
| Dr. Rosario Muñoz                                        | Nicky Mondellini    | Závodszky Noémi                              |
| Juanito                                                  | Enrique Marine      | Minárovits Péter                             |
| Dr. Valdivia                                             | Claudio Rojo        | Tarján Péter                                 |

## Szinkronstáb
- Főcím, szövegek, stáblista felolvasása: Szalóczy Pál
- Magyar szöveg: Kiss Katalin
- Hangmérnök: Schriffert László, Hidvégi Csaba
- Vágó: Szelistyei Barbara, Szalkay Péter
- Rendezőasszisztens: Albecker Gabriella
- Gyártásvezető: Szász Andrea
- Szinkronrendező: Kovács Zsolt, Gyarmati Gergely
- Producer: Kovács Zsolt
- Szinkronstúdió: Szinkron Systems
- Megrendelő: M-RTL

## Érdekességek
- A Georginát alakító Ana Patricia Rojo és az apját, Bernardót alakító Gustavo Rojo a való életben is apa és lánya.
- Leticia Calderón és Ignacio López Tarso újra együtt játszottak a 2011-es A végzet hatalma című telenovellában, ahol csak rövid ideig szerepeltek.
- Noe Murayamának (Fermin) és Dina de Marcónak (Crisanta) ez volt az utolsó szerepük, mindketten súlyos betegségben elhunytak.
- Fernando Colunga és Ana Patricia Rojo korábban a Maria című sorozatban játszottak együtt, ahol szintén szeretők voltak.

## Korábbi és újabb változatok
- Az első verzió az 1970-es venezuelai Esmeralda sorozat a Venevisión-tól. Főszereplői Lupita Ferrer és José Bardina.
- Az 1984-es, szintén venezuelai Topacio sorozat, főszereplői Grecia Colmenares és Victor Camara. A főbb antagonistákat Nohelí Arteaga, Chony Fuentes és Alberto Marín alakították.
- A 2004-es brazil Esmeralda Bianca Castanho és Claudio Lins főszereplésével. Ennek a sorozatnak érdekessége, hogy a főbb szereplők nevei megegyeznek az 1997-es Esmeralda főszereplőivel.
- A 2017-es Pillantásod nélkül (Sin tu mirada) mexikói sorozat a Televisától. Főszereplői Claudia Martin (Marina) és Osvaldo de León (Luis Alberto). A főbb antagonistákat Edauardo Santamarina, Luz Elena González, Candela Márquez és Carlos de la Mota alakítják.

## Akik már nincsenek közöttünk
Sajnos a sorozat befejezése óta már több színész is elhunyt. Az alábbiakban róluk emlékezünk meg.
- 1997. augusztus 25-én 67 éves korában, májrákban elhunyt Noe Murayama. (Fermin) A forgatási munkálatok alatt érte a halál. A 136. részben Fermin karaktere is meghal, a sorozat készítői így adóztak a színész emlékének.
- 1998. június 17-én rákban elhunyt Dina de Marco (Crisanta). A sorozat volt az utolsó munkája.
- Cuco Sánchez (Cuco úr) 2000. október 6-án hunyt el.
- 2002. március 10-én agyembólia következtében elhunyt Irán Eory, a Piedad nővért megformáló színésznő.
- 2007. szeptember 24-én veseelégtelenségben elhunyt Gustavo Aguilar, aki egy kisebb szerepben tűnt fel: Anuar Nasivot, Dr. Malaver inasát alakította.
- Raul Padilla Choforo (Trolebús) 2013. május 24-én hunyt el szívinfarktusban. A magyar nézők ismerhették még a Marimar, a María Mercedes, a María, a Rosalinda, és az Acapulco szépe című sorozatokból is.
- 2010. június 5-én hunyt el Irma Torres, aki Altagraciát, a család házvezetőnőjét alakította. 83 éves volt.
- 2013. június 3-án hosszan tartó, súlyos betegség után 76 éves korában elhunyt Enrique Lizalde, aki Esmeralda apját, Don Rodolfo Peňarreal-t alakította a sorozatban. Utolsó szerepe a 2009-es Mindörökké szerelem című sorozatban volt.
- 2016. február 2-án 62 éves korában, súlyos betegség következtében elhunyt Juan Carlos Serrán, aki a sorozat első részeiben Dionisio Lucerot alakította.
- 2016. február 21-én életének 73. évében elhunyt María Luisa Alcalá, aki Socorró asszonyt, Aurora édesanyját alakította.
- 2016. szeptember 15-én, 63 éves korában szívroham következtében elhunyt Dolores Salomón Bodoquito, aki a család szakácsnőjét, Tulát alakította.[1]
- 2017. április 22-én 93 éves korában elhunyt Gustavo Rojo, aki Dr. Bernardo Pérez-Montalvot, Georgina apját alakította. Utolsó telenovellája A sors útjai volt, melyben lányával játszott együtt, és ismét apát és lányát alakítottak.
- 2021. június 29-én pár nappal 97. születésnapja előtt elhunyt Delia Fiallo írónő, a történet egyik írója.
- 2022. március 28-án 69 éves korában elhunyt Raquel Pankowsky, aki Lucio Malaver házvezetőnőjét Juanát alakította.
- 2023. március 11-én 98 éves korában, tüdőgyulladásban elhunyt Ignacio López Tarso, aki Esmeralda hűséges barátját, a buta Melesiót személyesítette meg.

## Fordítás
- Ez a szócikk részben vagy egészben  az   Esmeralda (telenovela) című angol Wikipédia-szócikk fordításán alapul.  Az eredeti cikk szerkesztőit annak laptörténete sorolja fel. Ez a jelzés csupán a megfogalmazás eredetét és a szerzői jogokat jelzi, nem szolgál a cikkben szereplő információk forrásmegjelöléseként.